# Tyloxoles v-signatus
Tyloxoles v-signatus är en skalbaggsart som först beskrevs av Schwarzer 1931.  Tyloxoles v-signatus ingår i släktet Tyloxoles och familjen långhorningar.
Artens utbredningsområde är Filippinerna. Inga underarter finns listade i Catalogue of Life.